# 柳叶蓬莱葛
柳叶蓬莱葛（学名：Gardneria lanceolata）为马钱科蓬莱葛属下的一个种。

## 扩展阅读
- 維基物種上的相關：柳叶蓬莱葛